# أبو زريق (حيفا)

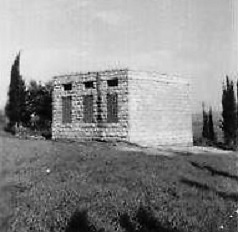
المدرسة في قرية أبو زريق

أبو زريق هي قرية فلسطينية مهجّرة في قضاء حيفا. هي قرية عربية كانت تقع على على سفح جبل الكرمل الشمالي الشرقي؛ في عام 1945 كان عدد سكانها 550 نسمة وكانت مساحة أراضي القرية 6492 دونما.

## التسمية
يعتقد أن القرية أخذت اسمها من طائر معروف في المنطقة، او من اسم عائلة كانت تسكن القرية.

## الموقع
تقع القرية إلى الجنوب الشرقي من مدينة حيفا وتبعد عنها 23 كم، وترتفع 100م عن سطح البحر. بلغت مساحة أراضيها 6493 دونما. قدر عدد سكانها عام 1938 حوالي 406 نسمة و550 في عام 1945، و 640 في 1948.
يحيط بالقرية مجموعة من الخرب مثل خربة فري وخربة فرير وتحتوي على أساسات ومغر ومدافن وأكوام من الحجارة القديمة كما يقع تل أبي زريق إلى الشرق منها ويحتوي على أنقاض ومغر وحجر مزخرف بالنقوش في مقبرة.
يمر بشمال شرق القرية على بعد 3 كم نهر المقطع ويمر وادي القصب رافد نهر المقطع بجنوبها. ويرفد وادي أبو زريق نهر المقطع. أبو زريق غنية بالينابيع ومنها، عين الجربة وعيون البراك وعيون البقر وعين الجنب وبها بئر أبو زريق وهي بئر رومانية قديمة.

## نكبة 1948
في حرب 1948 احتلن قوة صهيونية (بالماح) قدمت من مستعمرة مشمار هعيمك القرية بتاريخ 12 نسيان 1948، وأسرت 15 رجلا بالغا ومعهم نحو 200 من النساء والأطفال، وفي حين لا يعرف مصير الرجال، فقد أن النساء والأطفال طردوا صوب جنين. هدم الصهاينة القرية وشرد أهلها.

## القرية اليوم
يغلب القرية نبات الصبار وأشجار التين والزيتون الموقع. وتستخدم الأراضي المستوية المجاورة للموقع في الزراعة، أما تلك غير المستوية الواقعة على التلال فتستخدم مرعى للمواشي.
لم تقام مستوطنات إسرائيلية في موقع البلدة، إلا أن جزءا من أراضيها أقيمت عليه أحياء من مستوطنة هزوريع، أما مستعمرة تسرعا، التي أقيمت في سنة 1936 فقريبة من الموقع إلى جهة الشمال.